# Лару Мартін
Лару Мартін (англ. LaRue Martin, нар. 30 березня 1950, Чикаго, Іллінойс, США) — американський професіональний баскетболіст, що грав на позиції центрового за команду НБА «Портленд Трейл-Блейзерс». Перший вибір Драфту 1972 року. Вважається одним з найгірших перших драфт-піків у історії.

## Ігрова кар'єра
На університетському рівні грав за команду Лойола (1969–1972). 
1972 року був обраний у першому раунді драфту НБА під загальним 1-м номером командою «Портленд Трейл-Блейзерс». Професійну кар'єру розпочав 1972 року виступами за тих же «Портленд Трейл-Блейзерс», захищав кольори команди з Портленда протягом усієї історії виступів у НБА, яка налічувала 4 сезони.
У своєму дебютному сезоні набирав 4,4 очка та 4,6 підбирання за гру, а команда виграла 21 матч при 61 поразці під керівництвом Джека Макклоскі. Наступного сезону його статистичні показники були майже незмінними, як і командні — «Портленд» здобув лише 27 перемог у сезоні.
Перед сезоном 1974—1975 «Портленд» задрафтував Білла Волтона під першим номером драфту, тому ігровий час Мартіна значно зменшився.
Перед початком сезону 1976—1977 був обміняний до «Сіетла», проте так і не зіграв за нову команду жодного матчу і був відрахований з її складу. 1 вересня 1977 року підписав контракт з «Клівлендом», проте також не зіграв жодного матчу, будучи відрахованим з команди. 1 серпня 1978 року знову зробив спробу повернутися до НБА, підписавши контракт з «Чикаго Буллз», проте і цей клуб відмовився від його послуг через декілька тижнів. Після цього Мартін відхилив кілька пропозицій з Європи і завершив професійну баскетбольну кар'єру.

## Кар'єра після НБА
Ще навчаючись в університеті, отримав диплом з соціології. Після закінчення баскетбольної кар'єри, працював в орегонському представництві компанії Nike, страховій компанії, а в середині 1980-х почав працювати в UPS.
Мартін є членом ради директорів Асоціації ветеранів НБА. Активний громадський діяч, дійсний член багатьох громадських організацій, серед яких City Club of Chicago, YMCA Mentoring Program, the African American Advisory Council of the Cook County State’s Attorney’s office, the Urban League of N.W. Indiana, M.L.K. Boys and Girls Club of Chicago, The Leverage Network та De La Salle Instite Board of Directors.